# Allophylus aldabricus
Allophylus aldabricus Radlk. – gatunek roślin należący do rodziny mydleńcowatych (Sapindaceae Juss.). Występuje endemicznie na Seszelach.

## Rozmieszczenie geograficzne
Rośnie naturalnie na seszelskich wyspach Aldabra, Cosmoledo, Astove oraz Assumption.

## Morfologia
PokrójMałe drzewo lub krzew.

## Biologia i ekologia
Występuje wśród śródlądowych mieszanych zarośli. Świeże owoce tego gatunku są prawdopodobnie pożywieniem dla koralczyka srebrnogłowego (Alectroenas sganzini).

## Ochrona
W Czerwonej księdze gatunków zagrożonych został zaliczony do kategorii VU – gatunków narażonych na wyginięcie. Największymi zagrożeniami są wydobycie fosforanów oraz guana na wyspie Assumption, a także zakładanie plantacji kokosowych i rzewniowych.
Gatunki rosnące na wyspie Aldabra są chronione w ścisłym rezerwacie przyrody, który obejmuje cały atol – w 1982 roku został wpisany na listę światowego dziedzictwa UNESCO.